# Paraliparis monoporus
Paraliparis monoporus is een straalvinnige vissensoort uit de familie van snotolven (Cyclopteridae). De wetenschappelijke naam van de soort is voor het eerst geldig gepubliceerd in 1979 door Andriashev & Neyelov.